# Holika
Na mitologia hindu Holika era uma mulher-demônio que foi morta no dia de Holi. Ela era a irmã do Rei Hiranyakashipu. A lenda do conflito de Holika significa o triunfo do bem sobre o mau.

## A Incineração de Holika
Esta é uma lenda muito famosa e aquela que é mais freqüentemente contada quando se pergunta sobre o porquê do festival de Holi.
A lenda é parte de um mito sobre o rei Hiranyakashipu e seu desejo de ser um homem poderoso. Para saciar seu desejo ele praticou os tup. Ele queria a imortalidade, como não foi possível, desejou então que ele não fosse morto por um animal ou homem, que a morte não parti-se de dentro ou de fora de onde ele estava, que ele não morre-se de dia ou de noite, nem por ashtra ou shastra e finalmente ele não morresse de algo que viesse da terra, do mar ou do ar. Ele foi agraciado por seu desejo e se tornou invencível e seu povo o adorava como um deus.  Todos com exceção do seu filho Prahlad. Prahlad recusou considerar seu pai um deus e manteve-se devoto de Vishnu.
Isto fez o pai de Prahlad ficar furioso e ele tentou inúmeras vezes matar Prahlad. Estas tentativas incluíram dizer a Prahlad para segurar um bastão em brasa, dizendo a ele para saltar sobre um precipicio e quando um elefante atropelaria Prahlad. Cada vez Prahlad fazia como foi pedido ele chamava o nome Vishnu e era salvo.

## Origem
Em uma destas tentativas que nós encontramos a mais provável origem do Holi e porque o festival é chamado de Holi. Numa tentativa em particular de atentar contra a vida de Prahlad o rei Hiranyakashyapu chamou a sua irmã Holika para ajudá-lo. Holika tinha um dom especial que evitava que ela se ferir no fogo. Assim o rei Hiranyakashyapu pediu a ela para se sentar no bonfire com Prahlad on her lap na esperança que isto matar Prahlad. Mas como anteriormente Prahlad não se preocupou e chamou o nome de Vishnu e não foi ferido, mas Holika foi queimada viva.
Em diferentes regiões da India inúmeras razões são dadas para a morte de Holika. Algumas são: 
- Vishnu intercedeu e fez Holika queimar,
- O poder de Holika foi dado por Brahma sobre a condição de nunca usa-lo para ferir alguém,
- Holika era uma boa pessoa e eram as roupas que ela usava que lhe davam seu poder, e sabendo o que estava acontecendo era errado, ele deu a Prahlad suas roupas e morreu por isso.

O fogo queimando no olho de Holi simboliza a inceneração de Holika.  

## Hoje
Para muitas pessoas, Holi celebra a morte de Holika ao tentar salvar Prahlad e nós vemos onde Holi conseguiu seu nome. A noite anterior ao Holi piras são acendidas no Norte da Índia em conexão com esta tradição. Deve-se também notar que em algumas partes da Índia o dia é atualmente chamado de Holika. Há outras atividades associadas à lenda de Prahlad, mas a incineração de Holika é uma das que mais se associam diretamente a Holi.